# Paratheuma andromeda
Espèce
Paratheuma andromeda est une espèce d'araignées aranéomorphes de la famille des Argyronetidae.

## Distribution
Cette espèce est endémique d'Aitutaki dans les îles Cook,.

## Description
Le mâle holotype mesure 3,8 mm et les femelles de 4,1 à 4,4 mm.

## Systématique et taxinomie
Cette espèce a été décrite par Beatty et Berry en 1989.

## Étymologie
Cette espèce est nommée en l'honneur d'Andromède.

## Publication originale
- Beatty & Berry, 1989 : « Four new species of Paratheuma (Araneae, Desidae) from the Pacific. » The Journal of Arachnology, vol. 16, no 3, p. 339-347 (texte intégral).